# Батиста Сфорца
Батиста Сфорца (на италиански: Battista Sforza; * януари 1446, Пезаро, Папска държава; † 6 юли 1472, Губио, дн. Италия) от семейство Сфорца, е чрез брак херцогиня на Урбино.
Тя е баба на известната поетеса Витория Колона.

## Произход
Тя е дъщеря на Алесандро Сфорца (* 1409 † 1473), кондотиер, вицемаркиз на Анконската марка (1433), господар на Пезаро (1445 – 1773), господар на Градара и Кастелнуово (1464), велик конетабъл на Неаполитанското кралство (1462), и на първата му съпруга Костанца да Варано (* 1428 , † 1447). Нейни дядо и баба по бащина линия са Джакомо Атендоло, известен като Муцио Атендоло Сфорца, граф на Котиньола, гонфалониер на Църквата, велик конетабъл на Неаполитанското кралство, и наложницата му Лучия Терцани от Торджано, а по майчина – Пиерджентиле да Варано, папски викарий на Камерино, и Елизабета Малатеста. Има един брат:
- Костанцо I (* 1447, † 1483), кондотиер, господар на Пезаро и Градара (1473 –1483)

Има и двама полубратя и две полусестри от извънбрачни връзки на баща си.

## Биография

### Ранни години
През 1447 г. майката ѝ умира, след като ражда второто си дете. По това време Батиста е на 18 месеца. След смъртта ѝ тя и брат ѝ Костанцо, заедно с техните незаконни полусестри Джиневра и Антония, се установяват в двора на своя чичо Франческо I Сфорца и на съпругата му Бианка Мария Висконти, където са отглеждани заедно с братовчедите си.
Батиста и нейната братовчедка Иполита Мария Сфорца получават хуманистично образование. Батиста владее старогръцки и латински. Тя произнася първата си публична реч на латински на 4-годишна възраст. Имайки големи ораторски способности, веднъж тя дори говори пред папа Пий II. Поетът Джовани Санти описва Батиста като „момиче, надарено с рядка грация и добродетел“.

### Брак
Чичо ѝ Франческо Сфорца урежда брака ѝ с Федерико да Монтефелтро, херцог на Урбино, който е с 24 години по-възрастен от нея. Той е полубрат на мащехата ѝ Звева. Сватбата се състои на 8 февруари 1460 г., когато Батиста е само на 13 години. Ставайки съпруга на херцога, тя поема управлението на държавата, когато той ѝ отсъства. Бракът им е щастлив; техният съвременник Балди ги нарича „две души в едно тяло“. Федерико нарича Батиста „очарованието в моя обществен и личен живот“. Освен това той често говори с нея за държавните дела; тя го придружава на почти всички официални събития извън Урбино, дори при обсадата на Фано през 1463 г.
Следвайки традицията на семейството си да образова жените в духа на Хуманизма, тя дава на дъщерите си същото образование, което самата тя е получила от леля си Бианка Мария. Така внучка ѝ Витория Колона става известна поетеса.
Батиста се грижи за бедните в херцогството и основава банка на францисканците, за да може да се дават евтини кредити на бедните.

### Смърт
Ставайки майка на пет дъщери, на 24 януари 1472 г. Батиста най-накрая ражда момче, Гуидобалдо, което става наследник на Федерико. Въпреки това три месеца след раждането Батиста, която никога не се възстановява напълно от бременността и раждането, се разболява от остра пневмония и умира през юли същата година на 26-годишна възраст. Тъй като е много религиозна и е от Третия францисканки орден, тя иска да бъде погребана в масовия гроб на монахините от манастира Санта Киара в Урбино, облечена в обикновено расо. И до днес обаче не е известно мястото на действителното ѝ погребение.

## Брак и потомство
∞ 8 февруари 1460 за Федерико да Монтефелтро (* 7 юни 1422, Губио; † 10 септември 1482, Ферара), успешен кондотиер и херцог на Урбино (1444 – 1482), от когото има един син и седем дъщери:
- Дъщеря (* 16 декември 1460, † февруари 1461)[8]
- Елизабета да Монтефелтро (* 1462, Урбино; † 1521, Ферара), монахиня с името „Киара“ в манастира „Санта Киара“ в Урбино, чрез брак господарка на Римини; ∞ 1475 за Роберто Малатеста (* 1440, † 1482), господар на Римини, от когото има 1 дъщеря;
- Джована да Монтефелтро (* 1463, Урбино; † 25 ноември 1514, Рим), ∞ 1474 за Джовани дела Ровере (*1457, † 1501), херцог на Сора и Арче, господар на Сенигалия, племенник на папа Сикст IV, от когото има 2 сина и 4 дъщери;
- Костанца да Монтефелтро (* 1466, Урбино; † 1518, Неапол), ∞ 1483 в замъка в Диано за Антонело Сансеверино, княз на Салерно и граф на Марсико, от когото има 1 син;
- Аниезе да Монтефелтро (* 1470, Губио; † 1 април 1523, Рим), ∞ 20 януари 1488 за Фабрицио Колона (* ок. 1450, Рим, † 15 март 1520, Аверса), 1-ви херцог на Палиано, граф на Талякоцо (1497), италиански кондотиер и велик конетабъл на Кралство Неапол (1512), от когото има 4 сина и 2 дъщери;
- Аура да Монтефелтро († млада)
- Джиролама да Монтефелтро († 11 юли 1482)[9]
- Гуидобалдо да Монтефелтро (* 17 януари 1472, Губио, † 11 април 1508, Фосомброне), последният мъжки представител на рода, херцог на Урбино (1482 – 1502 и 1503 – 1508), ∞ 11 февруари 1486 за Елизабета Гонзага (* 1471, † 1526), дъщеря на Федерико I Гонзага от Мантуа, от която няма деца.

- Съпругът й Федерико да Монтефелтро и синът им Гуидобалдо oт Педро Беругете
- Гуидобалдо, син

По време на брака следните три (от четири) извънбрачни и узаконени деца на нейния съпруг също са в двора на Урбино, които тя третира като свои:
- Антонио да Монтефелтро (* 1445, Урбино; † 1500, Губио), припознат, господар на Кантиано, ∞ 19 март 1487 за Емилия Пио ди Савоя, дъщеря на Марко II Пио ди Савоя или на Джберто и на Алда да Полента, от която няма деца;
- Джентиле да Монтефелтро (* 1448, Урбино; † 1513, Пезаро), графиня на Сант Агата (1522 – 1529), съгосподарка (с дъщеря си Катерина) на Перол ан Прованс; ∞ 1. 24 август 1464 (пълномощник) за Джироламо Малатеста, сн на Карло Малатеста ди Соляно, граф на Киаруджоло, от когото няма деца 2. 31 октомври 1476 за Агостино Фрегозо (* 1442; † 1486), кондотиер, от когото има 4 сина и 4 дъщери;
- Елизабета да Монтефелтро (* 1445, Урбино; † 1503, Рим),[10] вероятна; ∞ 25 юни 1462 в Римини за Роберто ди Сан Северино (* 1418, † 1487), граф на Каяцо.